# Dietrich von Hildebrand
Dietrich von Hildebrand (Firenze, 12 ottobre 1889 – New York, 26 gennaio 1977) è stato un teologo e filosofo tedesco di fede cattolica, definito informalmente da Papa Pio XII "Il Dottore della Chiesa del XX secolo".
Papa Giovanni Paolo II ha molto ammirato il lavoro di von Hildebrand, tanto da dire alla vedova del teologo, Alice von Hildebrand, "Suo marito è stato uno dei più grandi studiosi di etica del ventesimo secolo". Anche papa Benedetto XVI ha una particolare ammirazione per Dietrich von Hildebrand, che ha personalmente conosciuto quand'era giovane sacerdote a Monaco di Baviera: Von Hildebrand, infatti, frequentava a Monaco la chiesa di San Giorgio, della quale, tra gli anni 1950 e 1960, Ratzinger era cappellano. 
È stato proprio nella chiesa di San Giorgio che von Hildebrand sposò sua moglie Alice. Il grado della stima che papa Benedetto nutrì per questo teologo tedesco è espressa in una delle sue dichiarazioni a lui riferite: "Quando sarà scritta la storia intellettuale della Chiesa cattolica del XX secolo, il nome di Dietrich von Hildebrand sarà tra le più importanti figure del nostro tempo."

## Biografia
Nato e cresciuto a Firenze in una famiglia protestante, era figlio dello scultore Adolf von Hildebrand. Dietrich von Hildebrand si convertì al cattolicesimo nel 1914, anche per influsso di Max Scheler. Fu uno strenuo oppositore di Adolf Hitler e del nazismo e infatti si rifugiò a Vienna nel 1933, dopo l'ascesa al potere del Führer. In Austria, con il sostegno del cancelliere austriaco Engelbert Dollfuss, fondò e curò un settimanale antinazista, Der Christliche Ständestaat (Lo Stato Corporativo Cristiano). Per questo fatto, fu condannato a morte in contumacia dai nazisti.
Quando Hitler annesse l'Austria nel 1938, Hildebrand fu ancora una volta costretto a fuggire. Trascorse undici mesi in Svizzera, vicino a Friburgo, poi si trasferì in Francia a Fiac, vicino a Tolosa, dove insegnò all'Università Cattolica di Tolosa.
Quando i nazisti nel 1940 invasero la Francia riuscì a nascondersi, fino a quando, dopo molte difficoltà e con l'eroica assistenza di molti francesi, tra cui Edmond Michelet, fu in grado di fuggire con la moglie, il figlio (Franz von Hildebrand) e la nuora in Portogallo. Da qui viaggiarono con la nave fino in Brasile e infine a New York nel 1940. Qui ha insegnato filosofia presso la gesuita Fordham University di New York.
Hildebrand si ritirò dall'insegnamento nel 1960 e trascorse gli ultimi anni della sua vita scrivendo e tenendo conferenze in tutto il mondo. È autore di decine di libri, sia in tedesco che in inglese. È stato il fondatore della sezione americana dell'associazione cattolica Una Voce. Von Hildebrand ebbe due mogli: Margaret Denck (morta nel 1957) e, dal 1959, Alice von Hildebrand (nata nel 1923 come Alice Jourdain) anch'essa filosofa e teologa.
Morì il 26 gennaio 1977 a New Rochelle, New York, dopo una lunga lotta con una malattia cardiaca.

## Opere

### Tradotte in italiano
- Che cos'è la filosofia, a cura di Paola Premoli De Marchi, trad. it. di Manuela Pasquini, Bompiani. Milano 2001
- Essenza dell'amore, a cura e trad. it. di Paola Premoli De Marchi, Bompiani, Milano 2003
- Essenza e valore della conoscenza, in AA.VV., Filosofi tedeschi d'oggi, il Mulino, Bologna 1967
- Estetica, a cura e trad. it. di Vincenzo Cicero, Bompiani, Milano 2009.
- Etica, a cura e trad. it. di Paola Premoli De Marchi, Morcelliana, Brescia 2021.
- Il cuore. un'analisi dell'affettività umana e divina, trad. it di Massimo Schiavi e Damiano Bondi, prefazione di Paola Premoli De Marchi, Centro Studi Campostrini, Verona 2022
- L'arte di vivere, con Alice von Hildebrand, a cura di e trad. it. Elisa Grimi, Morcelliana, Brescia 2021
- La bellezza alla luce della Redenzione, a cura di e trad. it. di Claudio Fontanari, EDB, Bologna 2021.
- La professione primaria, in "Studium", XXX, n. 6-7, 1934
- Lo spirito del nazionalsocialismo, in "Studium", XXXI, 1935
- Liturgia e personalità, Morcelliana, Brescia 1948.
- Il cavallo di Troia nella città di Dio, Giovanni Volpe Editore, Roma 1969.

### In lingua originale
- Marriage: The Mystery of Faithful Love (1929) - Matrimonio: Il mistero dell'amore fedele
- Metaphysics of Community (1930) - Metafisica della Comunità
- In Defense of Purity; an Analysis of the Catholic Ideals of Purity and Virginity (Longmans, Green and Co., 1931) - In Difesa della Purezza; un'analisi degli ideali cattolici di purezza e verginità
- Transformation in Christ (Longmans, 1948) - La trasformazione in Cristo
- Liturgy and Personality (Longmans, 1943) - Liturgia e Personalità
- Actual Questions in the Light of Eternity (1931) - Domande attuali alla luce dell'Eternità
- The Essence of Philosophical Research and Knowledge (1934) - Essenza e valore della conoscenza
- Fundamental Moral Attitudes (Longmans, 1950) -Atteggiamenti morali fondamentali
- Christian Ethics (McKay, 1952) - Etica cristiana
- The New Tower of Babel (PJ Kenedy, 1953) - La nuova torre di Babele
- Ethics (Franciscan Herald Press, 1953) - Etica
- True Morality and Its Counterfeits, with Alice M. Jourdain (McKay, 1955) - Vera morale e sue contraffazioni
- Graven Images: Substitutes for True Morality, with Alice M. Jourdain (McKay, 1957) - Immagini Scolpite: Sostituti alla vera morale
- Mozart, Beethoven, Schubert (J. Habbel, 1961)
- Not as the World Gives; St. Francis' Message to Laymen Today" (Franciscan Herald Press, 1963) - Non come dà il mondo; il messaggio di San Francesco ai laici di oggi
- The art of living, with Alice von Hildebrand (Franciscan Herald Press, 1965) - L'arte di vivere
- Man and Woman: Love & the Meaning of Intimacy, (Franciscan Herald Press, 1966) - L'uomo e la donna: l'amore e il significato dell'intimità
- Morality and Situation Ethics, (Franciscan Herald Press, 1966) - Moralità e Situazione etica
- The encyclical Humanae vitae, a sign of contradiction; an essay on birth control and Catholic conscience, (Franciscan Herald Press, 1969) - L'enciclica Humanae vitae, un segno di contraddizione, un saggio sul controllo delle nascite e la coscienza cattolica
- Love, Marriage, and the Catholic Conscience: Understanding the Church's Teachings on Birth Control Amore, matrimonio e coscienza cattolica: Comprendere il Magistero della Chiesa sul controllo delle nascite
- The Trojan Horse in the City of God: The Catholic Crisis Explained (Franciscan Herald Press, 1967) - Il cavallo di Troia nella città di Dio: La Crisi cattolica spiegata
- Celibacy and the crisis of faith, (Franciscan Herald Press, 1971) - Il celibato e la crisi della fede
- What is Philosophy? (Franciscan Herald Press, 1973) - Cos'è la Filosofia?
- The Devastated Vineyard (1973) - Il vigneto devastato
- Jaws of Death: Gate of Heaven (1976) - Jaws of Death: Porta del Paradiso
- The Heart: an Analysis of Human and Divine Affectivity, (Franciscan Herald Press, 1977) - Il Cuore: l'analisi di affettività umana e divina
- Making Christ's Peace a Part of Your Life - Fare della pace di Cristo una parte della tua vita
- Humility: Wellspring of Virtue - Umiltà: sorgente di Virtù